# Sara Duterte

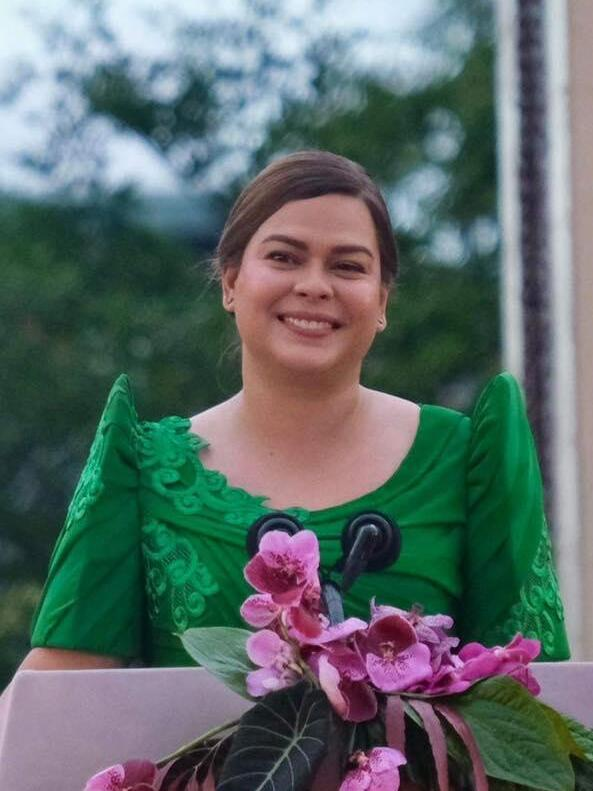
Sara Duterte Carpio, 2022

Sara Duterte Carpio (* 31. Mai 1978 in Davao City als Sara Zimmerman Duterte) ist eine philippinische Rechtsanwältin und Politikerin. Seit dem 20. Juni 2016 bis zum 30. Juni 2022 war sie erneut Bürgermeisterin der Stadt Davao City auf den Philippinen, nachdem sie zuvor dieses Amt bereits von 2010 bis 2013 innehatte. Seit dem 30. Juni 2022 ist sie Vizepräsidentin der Philippinen. In der Öffentlichkeit wird sie auch häufig nur Inday Sara genannt, auf der Website von Davao City als Inday Sara Z. Duterte. Die Bezeichnung Inday ist in den südlichen Philippinen eine gebräuchliche Anrede für weibliche Familienmitglieder und hat in etwa die Bedeutung von „geschätzte Tochter“ oder „geschätzte Schwester“.

## Leben
Sara Duterte ist die Tochter von Rodrigo Duterte, einem philippinischen Politiker und ehemaligem Präsidenten der Philippinen, und Elisabeth Abellana Zimmerman, der Tochter deutsch-amerikanischer Einwanderer. Nach einer Ausbildung zur Rechtsanwältin wurde sie 2007 ins Amt der Vizebürgermeisterin von Davao City gewählt. Bei der Kommunalwahlen im Mai 2010 kandidierte Sara Duterte als Bürgermeisterin und gewann die Wahl mit einem Vorsprung von über 200.000 Stimmen auf den zweitplatzierten Kandidaten Prospero Nograles. Nach der Vereidigung am 28. Juni 2010 übernahm sie das Amt des Bürgermeisters am 30. Juni 2010 von ihrem Vater Rodrigo Duterte, welcher bis dahin mit Unterbrechung insgesamt 20 Jahre lang Bürgermeister der Stadt war. Sie wurde damit 21. Bürgermeisterin von Davao City, im Alter von 32 Jahren die jüngste, und zugleich die erste Frau in der Geschichte der Stadt, die dieses Amt innehatte. Nach einer Amtsperiode wurde 2013 erneut ihr Vater Rodrigo Duterte zum Bürgermeister der Stadt gewählt. Als dieser im Jahr 2016 nicht mehr kandidierte, sondern sich stattdessen um das Amt des Präsidenten der Philippinen bewarb und die Präsidentschaftswahl auch gewann, wurde Sara Duterte erneut zur Bürgermeisterin von Davao City gewählt und am 20. Juni 2016 zu ihrer zweiten Amtszeit vereidigt.
Bei den Wahlen 2022 bildete Duterte gemeinsam mit Ferdinand „Bongbong“ Marcos Jr. das Wahlbündnis Uniteam, das sowohl die Präsidentschaft als auch die Vizepräsidentschaft gewann. Die Auseinandersetzung zwischen der Familie Duterte und dem Lager Marcos gilt als prägend für die politische Landschaft der Philippinen seit 2022. Bereits kurz nach dem Wahlsieg traten Spannungen zwischen den beiden in der Öffentlichkeit zutage, die sich bis 2024 zu einer offenen Fehde entwickelten. Bei den Zwischenwahlen im Mai 2025 gewann Dutertes Partei überraschend viele Sitze im Senat, was als Denkzettel für Präsident Marcos interpretiert wurde und die Chancen seiner Vizepräsidentin weiter stärkte. Am 25. Juli 2025 erklärte der Oberste Gerichtshof der Philippinen ein gegen Duterte gerichtetes Amtsenthebungsverfahren für verfassungswidrig. Einige Wochen später entschied der Senat, vorerst kein Verfahren gegen sie zu eröffnen, womit sie politisch gestärkt aus der Krise hervorging.

## Politisches Profil und aktuelle Einordnung
Beobachter sehen Duterte seit den gerichtlichen und parlamentarischen Entscheidungen im Sommer 2025 als eine der Favoritinnen für die Präsidentschaftswahl 2028. Ihr Comeback fällt in ein von politischen Dynastien geprägtes System; mächtige Familien stellen demnach einen Großteil des Kongresses, und ihr eigener Aufstieg ist eng mit der langjährigen Machtbasis der Dutertes in Davao verknüpft.
Duterte agiert in einer politischen Kultur, die stark von Persönlichkeiten und Inszenierung in sozialen Medien geprägt ist; Wahlkampfveranstaltungen ähneln mitunter Popkonzerten, und Unterstützer greifen symbolisch die Forderung auf, ihren Vater vor dem Internationalen Strafgerichtshof zu „schützen“ bzw. „nach Hause zu holen“. Zuvor war gegen Rodrigo Duterte vom IStGH Anklage wegen mutmaßlicher Verbrechen gegen die Menschlichkeit im Zusammenhang mit dem Anti-Drogenkrieg erhoben worden, was er bestreitet.
Außenpolitisch kritisierte sie eine stärkere Anlehnung der Regierung Marcos an die USA und erklärte, die Philippinen sollten sich an keine Großmacht „anlehnen“; ob und inwieweit sie das Verhältnis zu China neu ausrichten würde, gilt jedoch als offen. Gleichzeitig sind die Beziehungen zu den USA seit 2016 enger geworden; Ende Juli 2025 meldete die Regierung Marcos ein Handelsabkommen mit Washington als Erfolg, was den Spielraum für eine schnelle Neuausrichtung begrenzen könnte.
Im anhaltenden Machtkampf mit Präsident Marcos verfügt Duterte über eine wachsende Zahl an Verbündeten im Kongress, die Vorhaben des Präsidenten blockieren könnten; angesichts von Amtszeitbeschränkungen droht Marcos in der zweiten Hälfte seiner Amtszeit politisch zu erlahmen, sofern sich genügend Akteure hinter Duterte sammeln.
Sara Duterte ist seit dem 27. Oktober 2007 mit dem Rechtsanwalt Manases Carpio verheiratet und hat mit ihm drei Kinder. Sie betreiben zusammen eine Anwaltskanzlei, Carpio und Duterte Lawyers.